# Еспелкамп
Еспелкамп (њем. Espelkamp) град је у њемачкој савезној држави Северна Рајна-Вестфалија. Једно је од 11 општинских средишта округа Минден-Либеке. Према процјени из 2010. у граду је живјело 25.407 становника. Посједује регионалну шифру (AGS) 5770008, NUTS (DEA46) и LOCODE (DE ESP) код.

## Географски и демографски подаци
Еспелкамп се налази у савезној држави Северна Рајна-Вестфалија у округу Минден-Либеке. Град се налази на надморској висини од 50 метара. Површина општине износи 84,2 km². У самом граду је, према процјени из 2010. године, живјело 25.407 становника. Просјечна густина становништва износи 302 становника/km².

## Међународна сарадња
| Мјесто   | Држава   | Врста сарадње | Од    |
| -------- | -------- | ------------- | ----- |
|          | Шведска  | партнерство   | 1995. |
| Нађкереш | Мађарска | партнерство   | 1991. |
| Извор    |          |               |       |